# 北浜村 (静岡県)
北浜村（きたはまむら）は静岡県の西部、長上郡・浜名郡に属していた村。現在の浜松市浜名区中南部にあたる。

## 地理
- 河川：馬込川

## 歴史

### 村名の由来
浜名郡の北部に所在したことから。

### 沿革
- 1908年（明治41年）1月1日 - 浜名郡美島村および平貴村の一部（貴布祢・沼・道本・小林）が新設合併して発足。
- 1951年（昭和26年）4月1日 - 竜池村を編入。
- 1956年（昭和31年）4月1日 - 浜名郡浜名町・赤佐村・中瀬村・引佐郡麁玉村と新設合併し、浜名郡浜北町が発足。同日北浜村廃止。

## 交通

### 鉄道路線
- 遠州鉄道
  - 二俣電車線：遠州小林駅 - 遠州貴布禰駅 - 北浜駅
- 西遠鉄道（1937年廃止）
  - 貴布禰駅 - 西山駅 - 小林駅